# Acineta chrysantha
Acineta chrysantha är en orkidéart som först beskrevs av Charles Morren, och fick sitt nu gällande namn av John Lindley. Acineta chrysantha ingår i släktet Acineta och familjen orkidéer. Inga underarter finns listade i Catalogue of Life.

## Bildgalleri

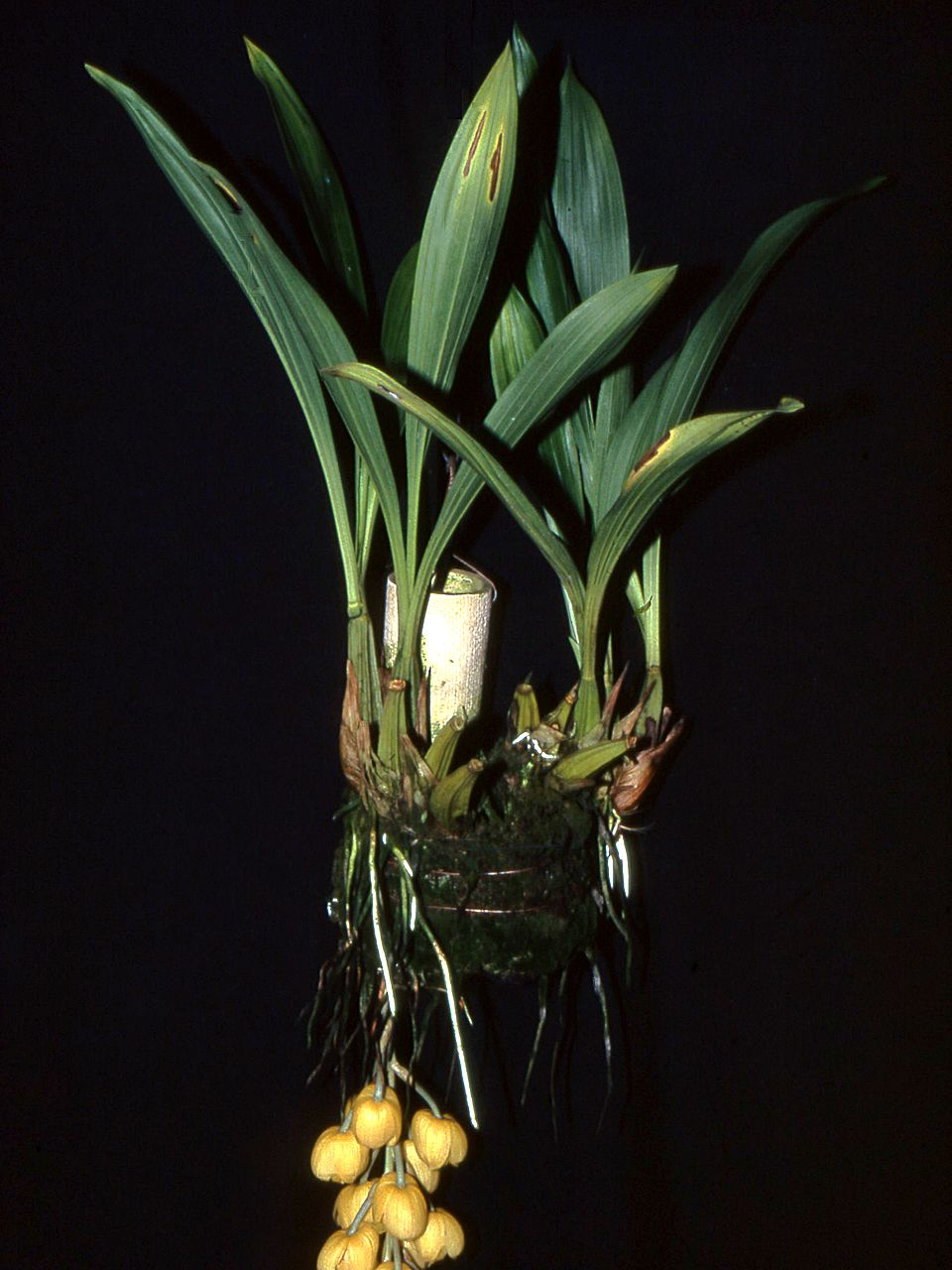
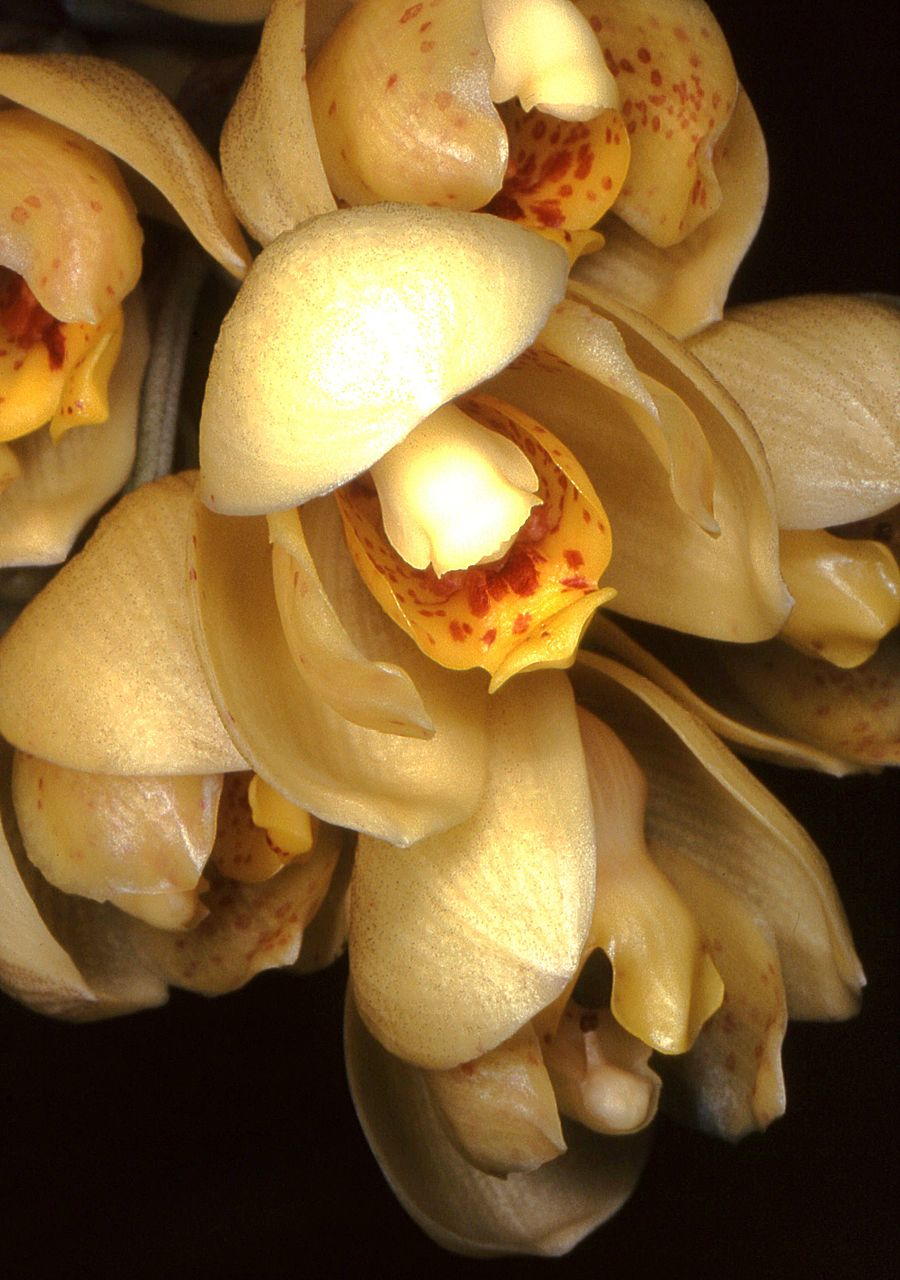
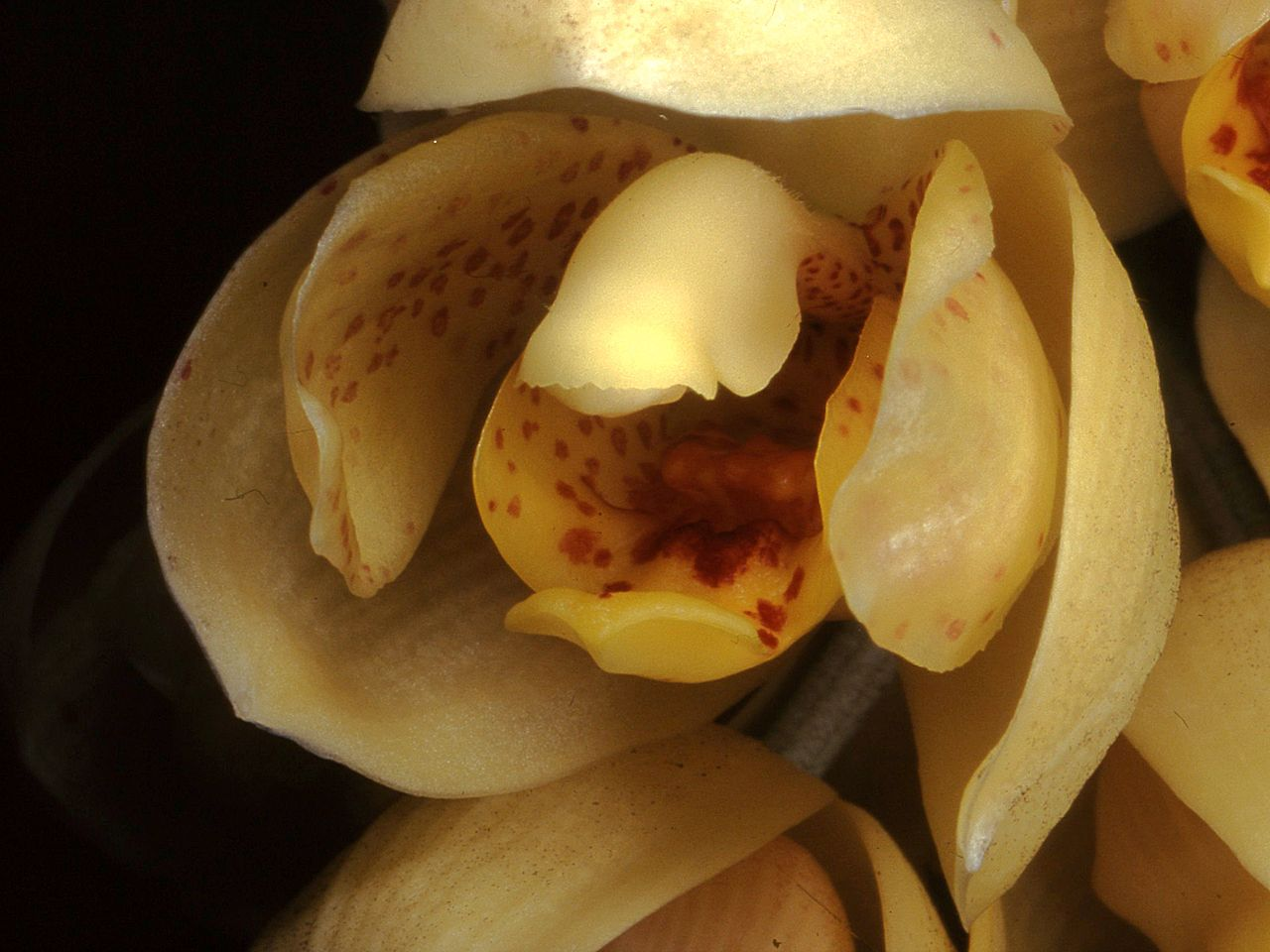
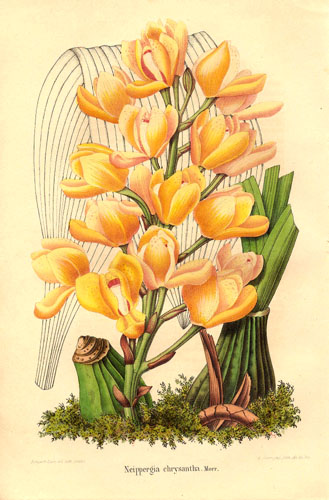